# Museo del design e della moda
Il museo del design e della moda o MUDE è un ente museale dedicato al design e alla moda situato in una zona pedonale nel cuore del centro storico di Lisbona.
Trasferito  dal Centro Culturale di Belém nel centro della città, il museo è ospitato 
nell'antico sede di un'istituzione bancaria portoghese. E dopo un allestimento dei nuovi spazi espositivi, il museo riapre nel 2009.
Sugli otto piani del museo è esposta principalmente la collezione dell'uomo di affari portoghese Francisco Capelo costituita  da 1200 capi di alta moda e di 1000 pezzi di design. Sono presente anche una libreria specializzata, una caffetteria e una sala per gli eventi.
Il MUDE è uno dei ventidue partner dell'Europeana Fashion.